# Marco Zambuto
Marco Zambuto (Agrigento, 10 aprile 1973) è un politico italiano, sindaco di Agrigento dal 2007 al 2014.

## Biografia
Diplomato al liceo classico "Empedocle" di Agrigento e laureato in giurisprudenza a Palermo, esercita dal 1999 la professione di avvocato. È figlio dell'ex sindaco di Agrigento Calogero Zambuto e genero dell’ ex Presidente della Regione Salvatore Cuffaro.  Impegnato in politica sin da studente, è stato per diversi anni rappresentante di istituto al liceo classico e rappresentante provinciale degli studenti agrigentini. Nel 1993 è eletto consigliere comunale di Agrigento nella lista della Democrazia Cristiana. Scioltasi la DC, nel 1997 viene rieletto con il partito dei Cristiani Democratici Uniti.
Candidato nel 2003 al consiglio provinciale, non viene però eletto. Nello stesso anno diventa segretario provinciale dell'UDC. Assessore comunale al bilancio del comune di Agrigento nel 2004, lascia l'amministrazione dopo circa un anno per dissidi con l'amministrazione guidata da Aldo Piazza. È stato segretario provinciale dell'UDC dal novembre del 2003 al febbraio del 2007: in quella data si dimette dall'incarico ed annuncia la sua candidatura a sindaco di Agrigento col supporto dei Democratici di Sinistra, dell'UDEUR e di tre liste civiche.
Alle elezioni amministrative del 2007 viene eletto sindaco dopo avere ottenuto il 35,5% dei voti al primo turno e il 62,92% al ballottaggio contro il candidato del centro-destra Enzo Camilleri. Zambuto, eletto sindaco, si trova di fronte ad un consiglio comunale composto da venticinque consiglieri di centro-destra e cinque di centro-sinistra.
Nel febbraio del 2008 la svolta con l'adesione al PdL di Silvio Berlusconi. Ai primi di marzo del 2008, con una mossa a sorpresa azzera la Giunta e presenta la sua nuova squadra in una accesissima conferenza stampa, confermando la sua volontà a perseguire l'adesione al PdL. Nell'ottobre del 2010, deluso dalle mancate risposte del PdL alle esigenze della città aderisce all'UdC di Casini.
Ricandidatosi per un secondo mandato, nel maggio 2012 ottiene il 41% dei voti, accedendo al ballottaggio contro Salvatore Pennica del PdL, dove vince con il 75% dei voti.
Nel giugno 2013 Zambuto lascia l'UDC per avvicinarsi all'area renziana del Partito Democratico. Il 23 marzo 2014 è eletto presidente dell'Assemblea Regionale del PD in Sicilia.
Si candida alle elezioni europee del 2014 per il Partito Democratico nella Circoscrizione Italia insulare, ma con 65 722 preferenze non viene eletto.
Il 13 giugno 2014, in seguito alla condanna a due mesi e 20 giorni di carcere per abuso d'ufficio, si dimette dalla carica di sindaco di Agrigento.Verrà assolto in appello il 6 novembre 2014 “perché il fatto non sussiste”.
Il 31 marzo 2015 Zambuto si dimette dalla carica di Presidente dell'Assemblea Regionale del PD in Sicilia in seguito alle polemiche scatenate dalla sua visita a Silvio Berlusconi ad Arcore.
Nel 2019 lascia il PD e aderisce a Forza Italia.
Nel 2020 Zambuto si candida nuovamente alla carica di sindaco di Agrigento, sostenuto da Forza Italia, Unione di Centro e #DiventeràBellissima, non venendo però eletto .
Il 30 dicembre 2020 viene designato dal suo partito assessore regionale alle Autonomie locali e alla funzione pubblica e il 4 gennaio 2021 viene nominato dal Presidente della Regione Nello Musumeci. Lo resta fino al 13 ottobre 2022.

## Controversie e vicende giudiziarie

### Palazzo Lo Iacono
Il 24 gennaio 2012 Marco Zambuto è indagato dalla Procura di Agrigento per concorso colposo in crollo di costruzioni e delitti colposi di danno. L'inchiesta riguarda il crollo del secentesco palazzo Lo Jacono Maraventano, avvenuto all'alba del 25 aprile 2011.
Il 18 giugno 2013 la Procura chiede il rinvio a giudizio di Zambuto per concorso colposo in crollo.
Il 23 aprile 2014 i legali di Zambuto rendono noto che il sindaco ha chiesto di avvalersi del rito abbreviato. La richiesta è accolta.
Il 17 settembre 2014 il Giudice per l'Udienza Preliminare di Agrigento assolve Zambuto dalle accuse a lui contestate "per non avere commesso il fatto." 

### Fondazione «Luigi Pirandello»
Il 19 gennaio 2013 viene notificato a Zambuto dalla Procura di Agrigento un avviso di garanzia per i reati di abuso d'ufficio. Il fatto viene reso noto dallo stesso Zambuto il 21 gennaio 2013.
L'inchiesta riguarda tre episodi legati al fatto che è presidente della fondazione teatro «Luigi Pirandello». Si tratterebbe di incarichi concessi da Zambuto in occasione della sagra del mandorlo in fiore del 2012 a figure come scenografo e regista, nonché un contratto pubblicitario riguardante sempre la fondazione e l'incarico dato ad un giornalista di Agrigento per il dominio internet del sito web della fondazione teatro «Pirandello».
Il 9 agosto 2013 la Procura di Agrigento chiede per tali accuse il rinvio a giudizio di Zambuto.
Il 10 aprile 2014 i legali di Zambuto rendono noto che il sindaco ha chiesto di avvalersi del rito abbreviato. La richiesta è accolta.
Il 12 giugno 2014 il Giudice per l'Udienza Preliminare di Agrigento condanna Zambuto a due mesi e venti giorni di reclusione. Il giorno seguente Zambuto rassegna le dimissioni dalla carica di Sindaco di Agrigento e annuncia che ricorrerà in appello.
Il 6 novembre 2014 la Corte di Appello di Palermo assolve Zambuto dalle accuse a lui contestate perché "il fatto non sussiste". La richiesta di assoluzione è stata, peraltro, condivisa anche dalla Procura Generale di Palermo.